# Cowley (Derbyshire)
Cowley – wieś w Anglii, w hrabstwie Derbyshire, w dystrykcie North East Derbyshire. Leży 41 km na północ od miasta Derby i 219 km na północny zachód od Londynu.